# Atriplicicoccus tarapacanus
Atriplicicoccus tarapacanus är en insektsart som beskrevs av Williams och Granara de Willink 1992. Atriplicicoccus tarapacanus ingår i släktet Atriplicicoccus och familjen ullsköldlöss. Inga underarter finns listade i Catalogue of Life.